# Oakland (automerk)

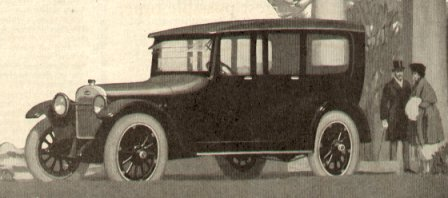
De Oakland Motor Car Sensible Six Sedan, uit een tijdschriftadvertentie uit 1917.

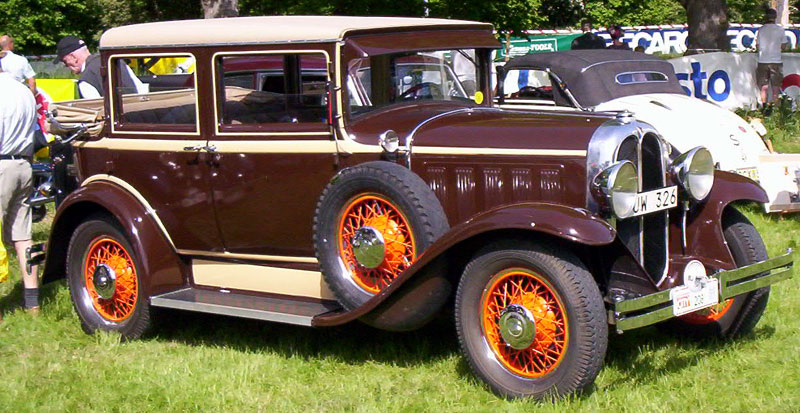
De Oakland Model 212 All American Landaulette Sedan uit 1929.

Oakland was een Amerikaans automerk, dat tussen 1907 en 1909 geproduceerd werd door de Oakland Motor Car Company, gevestigd aan de Oakland Avenue in Pontiac, Michigan.

## Geschiedenis
In 1893 richtte Edward Murphy de Pontiac Buggy Company op in Michigan. Dat bedrijf bouwde koetsen, maar toen duidelijk werd, dat de toekomst in de automobiel lag, richtte Murphy in 1907 de Oakland Motor Car Company op.
In 1909 verwierf General Motors via een aandelenruil de helft van Oakland. William Durant, de oprichter van GM en een vriend van Murphy, wilde daarmee Murphy's talent binnenhalen. Murphy stierf echter onverwacht en enkele maanden later nam GM de rest van zijn bedrijf over.
Tot 1920 kende Oakland succes, tot een korte economische neergang, inefficiënte productie en een te grote overnamedrang van GM beide bedrijven verzwakten. De toen zeven onderdelen van General Motors concurreerden met elkaar, maar konden de concurrentie met Fords goedkopere Model T niet aan. Er werd besloten een nieuw merk op te richten tussen Chevrolet en Oldsmobile. In 1926 werd vanuit Oakland het merk Pontiac begonnen.
Het merk bleef tot het jaar 1931 bestaan.